# ششدانگ (خوسف)
ششدانگ روستایی در دهستان خور بخش مرکزی شهرستان خوسف استان خراسان جنوبی ایران است.

## جمعیت
بر پایه سرشماری عمومی نفوس و مسکن در سال ۱۳۹۵ جمعیت این روستا ۱۴ نفر (۴خانوار) بوده‌است.